# Witchery
Witchery – szwedzka grupa muzyczna wykonująca heavy metal z wpływami takich gatunków jak death, thrash i black metal. Powstała 1997 w Linköping z inicjatywy muzyków zespołu Satanic Slaughter.

## Historia
Grupa powstała w 1997 roku w Linköping z inicjatywy muzyków zespołu Satanic Slaughter. W skład zespołu weszli basista Sharlee D’Angelo, gitarzyści Patrik Jensen i Richard Corpse, perkusista Micke Pettersson oraz wokalista Tony Kampner. Rok później grupa zarejestrowała debiutancki album zatytułowany Restless & Dead. Nagrania ukazały się 2 października 1998 roku nakładem wytwórni muzycznej Necropolis Records. 22 marca 1999 roku formacja wydała minialbum Witchburner. Na siedmioutworowym wydawnictwie znalazły się m.in. interpretacje utworów „Fast as a Shark” z repertuaru Accept oraz „I Wanna Be Somebody” formacji W.A.S.P. Z kolei 22 października tego samego roku ukazał się drugi album Witchery pt. Dead, Hot and Ready. Również w 1999 roku z zespołu odszedł Pettersson, którego zastąpił Martin Axenrot. 
Trzeci album kwintetu zatytułowany Symphony for the Devil ukazał się 24 września 2001 roku. 27 lutego 2006 roku ukazał się czwarty album grupy pt. Don't Fear the Reaper. Nagrania sprzedały się w liczbie 400 egzemplarzy w przeciągu tygodnia od dnia premiery w Stanach Zjednoczonych. W 2010 roku grupę opuścił Tony Kampner. Nowym wokalistą został Erik „Legion” Hagstedt znany z występów w grupie Marduk. W odnowionym składzie zespół rozpoczął prace nad kolejnym albumem. 21 czerwca, także 2010 roku został wydany piąty album formacji zatytułowany Witchkrieg. Gościnnie w nagraniach wzięli udział m.in. gitarzysta zespołu Slayer - Kerry King oraz Andy LaRocque znany z występów w grupach King Diamond i Death. Nagrania dotarły do 84. miejsca listy Billboard Top Heatseekers w Stanach Zjednoczonych, sprzedając się w nakładzie 600 egzemplarzy w przeciągu tygodnia od dnia premiery. W ramach promocji do utworów „Witchkrieg” i „Conqueror's Return” zostały zrealizowane teledyski. Rok później skład opuścił Hagstedt, którego zastąpił znany z występów w Dark Funeral Emperor Magus Caligula. W 2016 roku stanowisko wokalisty w zespole objął Angus Norder, natomiast w miejsce Martina Axenrota grupa przyjęła Christofera Barkensjö.

## Muzycy
| Obecny skład zespołu - Angus Norder – śpiew (od 2016) - Sharlee D’Angelo – gitara basowa (od 1997) - Patrik Jensen – gitara (od 1997) - Richard Corpse – gitara (od 1997) - Christofer Barkensjö – perkusja (od 2016) |  | Byli członkowie zespołu - Martin Axenrot – perkusja (1999–2016) - Micke Pettersson – perkusja (1997–1999) - Tony Kampner – śpiew (1997–2010) - Erik „Legion” Hagstedt – śpiew (2010–2011) - Emperor Magus Caligula – śpiew (2011–2016) |  | Muzycy koncertowi - Victor Brandt – gitara basowa (2012) |

## Dyskografia
Albumy studyjne
| Restless & Dead                         | - Data: 2 października 1998 - Wydawca: Necropolis Records  | –  |
| Dead, Hot and Ready                     | - Data: 22 października 1999 - Wydawca: Necropolis Records | –  |
| Symphony for the Devil                  | - Data: 24 września 2001 - Wydawca: Necropolis Records     | –  |
| Don't Fear the Reaper                   | - Data: 27 lutego 2006 - Wydawca: Century Media Records    | –  |
| Witchkrieg                              | - Data: 21 czerwca 2010 - Wydawca: Century Media Records   | 45 |
| In His Infernal Majesty’s Service       | - Data: 25 listopada 2016 - Wydawca: Century Media Records | –  |
| „–” oznacza, że album nie był notowany. |                                                            |    |

Minialbumy
| Tytuł       | Dane dot. albumu                                    |
| ----------- | --------------------------------------------------- |
| Witchburner | - Data: 22 marca 1999 - Wydawca: Necropolis Records |

## Teledyski
| Tytuł                | Rok  | Reżyseria      | Album      | Źródło |
| -------------------- | ---- | -------------- | ---------- | ------ |
| „Witchkrieg”         | 2010 | Daniel Larrson | Witchkrieg | [ 7 ]  |
| „Conqueror's Return” | 2010 | –              | Witchkrieg | [ 9 ]  |